# Thomas Kausch

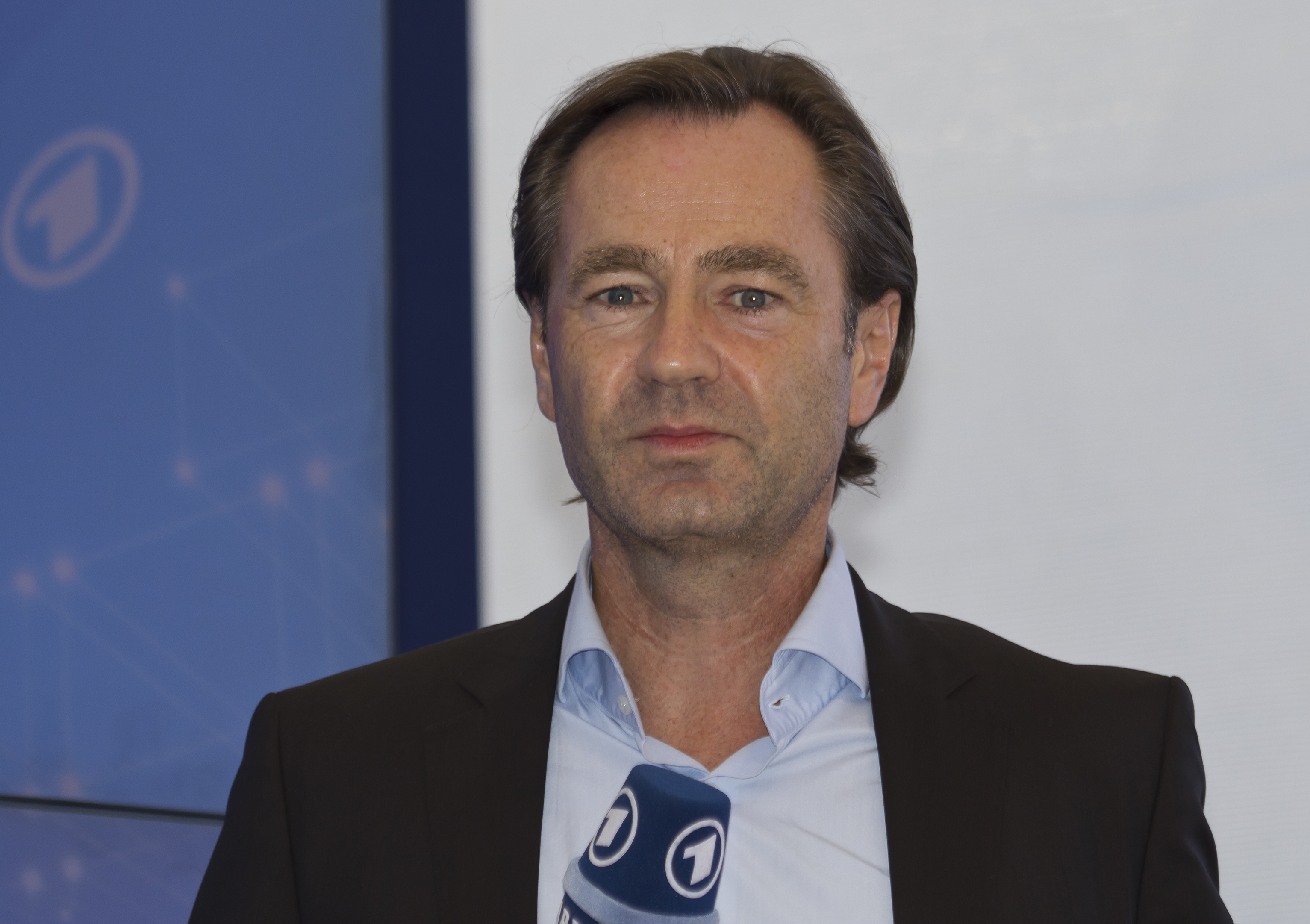
Thomas Kausch im Jahr 2013

Thomas Kausch (* 23. Januar 1963 in Werne) ist ein deutscher Journalist und Fernsehmoderator.

## Leben und Wirken
Während seines Politik-, Anglistik- und Germanistikstudiums an der Universität Münster arbeitete er für dpa und den WDR. Danach berichtete er zehn Jahre lang aus dem Ausland. Als Reporter für das ZDF und die ARD war er drei Jahre lang in New York, als ZDF-Korrespondent in Wien war Südosteuropa für drei Jahre sein Einsatzgebiet. Zudem berichtete er für das ZDF aus vielen Kriegs- und Krisengebieten auf dem Balkan, in Afrika, Asien und im Nahen Osten.
Von 2004 bis 2007 war Kausch Leiter Information bei Sat.1. Ab Juni 2005 moderierte er Flurfunk Berlin – Thomas Kausch bei Wolfgang Clement auf Sat.1. Die Talkshow wurde bereits Anfang Juli des gleichen Jahres aufgrund schlechter Einschaltquoten abgesetzt. Zudem moderierte er 2005 gemeinsam mit Sabine Christiansen, Maybrit Illner und Peter Kloeppel das Fernsehduell zur Bundestagswahl 2005 auf fünf Sendern (Das Erste, ZDF, RTL, Sat.1 und Phoenix). In der zweiten Staffel der Fernsehserie Pastewka, die ebenfalls auf Sat.1 gesendet wurde, hatte Kausch im Jahr 2006 einen Gastauftritt, bei dem er sich selbst spielte.
Aufgrund von Sparmaßnahmen des Senders verließ Kausch im Juni 2007 die von ihm moderierten Sat.1 News, deren Hauptmoderator er war. In der Folgezeit moderierte Kausch für den Sender Arte gesellschaftspolitische Themenabende. Ab Dezember 2007 war Kausch als Moderator von Geheimnis Geschichte zu sehen. Ab 2011 moderierte er dann die Hauptsendung der NDR-Nachrichten „NDR-Info“ um 21:45 Uhr, bis 2019 noch unter dem Namen „NDR-Aktuell“. Im Jahr 2021 verließ er die Sendung schließlich nach 10 Jahren. Seine letzte Sendung hatte Kausch am 9. Juli 2021. Anfang August 2021 gab Axel Springer die Verpflichtung von Thomas Kausch als Chefmoderator der Sendung „Bild Live“ für Bild-TV bekannt. Zudem soll Thomas Kausch „den Springer-Verlag auch in Bewegtbild-Strategien beraten und sich in der TV-Ausbildung der FreeTech Academy of Journalism and Technology engagieren“.
Thomas Kausch lebt in Berlin, ist mit der Fotokünstlerin Kiki Kausch verheiratet und hat eine Tochter. 2017 veröffentlichte er die autobiografische Erzählung Wie ich meine Tochter durchs Abitur brachte.

## Fernsehmoderationen

### Ehemals/Einmalig
- 2000 bis 2004: heute Nacht (ZDF)
- 2005: einer von vier Moderatoren des TV-Duells 2005 zwischen Gerhard Schröder und Angela Merkel
- 2004 bis 2007: Sat.1 News (Sat.1)
- 2007: Geheimnis Geschichte
- 2008 bis 2016: Fakt (ARD)
- 2011 bis 2021: NDR Info (bis 2019 NDR Aktuell) (NDR)
- 2021 bis 2023: Chefmoderator der Sendung „Bild Live“ (Bild)